# Ариана Гранде
Ариана Гранде (на английски: Ariana Grande) е американска певица, актриса и авторка на песни. Носителка на две награди „Грами“, една „Бритс“, две „Билборд“, три Американски музикални награди, девет Видео музикални награди на „Ем Ти Ви“ и многобройни рекорди в книгата на „Гинес“.
Започнала кариерата си на Бродуей в мюзикъла „13“, Гранде играе и пее като дете в няколко продукции в „Никелодеон“, преди да подпише през 2011 година професионален договор с „Репъблик Рекърдс“. Притежава вокален диапазон от четири октави.
Наричана поп икона, певицата е и една от най-следваните звезди в социалната мрежа „Инстаграм“. Гранде е най-стриймваната изпълнителка в „Спотифай“ и „Ай Тюнс“, както и изпълнителката с най-много абонати в „Ютюб“. През 2016 г. списание „Тайм“ я обявява за една от 100-те най-влиятелни личности в света в годишната си класация.

## Детство
Родена е на 26 юни 1993 г. в Бока Ратон. Майка ѝ, Джоун Гранде, е изпълнителен директор на „Хоус Маккан Къмюникейшънс“ – телекомуникационна компания. Баща ѝ, Едуард Бутера, има фирма за графичен дизайн. Гранде е с италиански произход. Тя има десет години по-голям доведен брат, Франки Гранде, който е актьор и продуцент. Когато майка ѝ забременява, семейството ѝ заживява във Флорида, а впоследствие родителите ѝ се разделят, когато тя е само на 8 – 9 години. От малка страда от хипогликемия, която се характеризира с ниско ниво на глюкоза в организма.
Като дете започва да играе в детския театър на Форт Лодърдейл, като първата ѝ роля е на Ани в едноименния мюзикъл. Тя също така участва и във „Вълшебникът от Оз“ и „Красавицата и Звяра“ в същия театър. На 8-годишна възраст пее на караоке програми с различни оркестри по круизни кораби, където е забелязана от Глория Естефан.

## Музикална кариера

### Първи стъпки и „Викторично“
На 13-годишна възраст Гранде заявява твърдо намерение да се впусне в музикална кариера. Когато за първи път стъпва в Ел Ей, за да се запознае с мениджърите си, тя обявява желанието си да запише арендби албум. През 2008 г. получава ролята на мажоретката Шарлът в Бродуейския мюзикъл „13“. Впоследствие печели кастинг за сериала на Никелодеон „Викторично“ заедно с колежката ѝ от „13“ Елизабет Гилис. В него тя играе остроумната Кет Валънтайн, съученичка и приятелка на главната героиня Тори Вега (Виктория Джъстис). За ролята се принуждава да боядисва косата си в червено, като това значително я уврежда. Сериалът започва да се излъчва през март 2010 г., като записва втория най-голям рейтинг в историята на „Никелодеон“ – 5,7 милиона зрители. Ролята на Кет Валънтайн помага на Гранде да се сдобие с прозвището „тийн идол“, което тя неглижира, заявявайки, че музиката винаги е била от първостепенно значение за нея. Играта ѝ ѝ носи сравнения с героинята на Британи Мърфи от тийнейджърската класика „Баровки“. Вторият сезон на сериала стартира през април 2011 г., като първият епизод е гледан от 6,2 милиона зрители, което го превръща в най-гледания епизод на сериала.
След края на първия сезон на „Викторично“ Гранде решава да се съсредоточи върху музикалната си кариера и през август 2010 г. започва да работи върху дебютния си албум. За да разшири вокалния си диапазон, Гранде наема вокалния педагог Ерик Ветро. Първата ѝ песен е „Give It Up“ от саундтрака на „Викторично“. Докато се снима в сериала, Гранде прави няколко кавъра на песни на Адел, Уитни Хюстън и Марая Кери и ги качва в „Ютюб“. Приятел на Монте Липман, изпълнителният директор на „Репъблик Рекърдс“, попада на един от кавърите. Впечатлен от вокалните ѝ умения, той изпраща песните на Липман, а музикалният бос ѝ предлага договор.
През декември 2011 г. излиза първия ѝ сингъл, „Put Your Hearts Up“, който тя записва с идеята да бъде включен в бъдещ тийн поп албум, който така и не е издаден. Впоследствие Гранде заклеймява песента като „детинска“ и че тя няма интерес да записва албуми в този жанр. Вторият саундтрак към „Викторично“ е издаден на 5 юни 2012 г. като миниалбум. Третият и последен саундтрак към сериала отново е под формата на миниалбум, като участието на Гранде е в дуета с Виктория Джъстис „L.A. Boyz“. „Викторично“ е спрян след четвъртия си сезон. „Никелодеон“ решава да направи спиноф на „I-Карли“ и „Викторично“ с участието на Джънет Маккърди и Гранде – „Сам и Кет“. През декември 2012 г. Гранде участва в „Popular Song“, дует с британския певец Мика.

### Дебютен албум
Работата по дебютния албум на Гранде „Yours Truly“ продължава три години. Албумът е издаден на 30 август 2013 г. и дебютира под номер 1 в класацията „Билборд 200“ със 138 000 продадени копия през първата седмица. „Yours Truly“ попада в топ десет и в други страни като Великобритания и Нидерландия. Пилотният сингъл „The Way“, в който се включва рапърът Мак Милър, дебютира под номер 10 в „Билборд Хот 100“. Впоследствие срещу нея е заведено дело от „Майндър Мюзик“ за плагиатство на текста „What we gotta do right here is go back, back in time“ от седемдесетарска песен на Джими Кастър. Другите два сингъла от албума са „Baby I“ и „Right There“, в който компания ѝ прави Биг Шон.
Гранде се включва в турнето „Believe Tour“ на Джъстин Бийбър и започва собствено минитурне. На Американските музикални награди 2013 печели наградата за нов изпълнител на годината. През декември 2013 г. Гранде издава първия си коледен миниалбум „Christmas Kisses“. През януари 2014 г. печели наградата за пробив на Изборът на публиката 2014, а през април американският президент Барак Обама я кани в Белия дом за търкаляне на великденски яйца.
Вторият студиен албум на Гранде, „My Everything“, излиза на 25 август 2014 г. и дебютира на върха в САЩ. В пилотния сингъл „Problem“ се включва Иги Азалия. Песента дебютира под номер 3 (впоследствие достига до 2 място) в „Билборд Хот 100“ и под номер 1 в Ю Кей Сингълс Чарт, първата номер 1 песен на Гранде във Великобритания. Вторият сингъл от албума, „Break Free“, е съвместно парче с германския диджей Зед и достига до номер 4 в САЩ. Певицата я изпълнява на живо на Видео музикалните награди на Ем Ти Ви 2014, където печели най-добър поп клип за „Problem“. Гранде и Ники Минаж са гост изпълнителки в „Bang Bang“, пилотният сингъл от албума на Джеси Джей „Sweet Talker (албум)“. Песента превзема първото място във Великобритания и номер 3 в САЩ.
През септември 2014 г. Гранде пее в „На живо в събота вечер“, където водещ е Крис Прат. През същия месец се появява и третият сингъл от втория ѝ албум „Love Me Harder“, дует с канадския певец Уикенд, който стига до 7 място в „Билборд Хот 100“. През ноември Гранде пее в песента на Мейджър Лейзър „All My Love“ от саундтрака на Игрите на глада: Сойка-присмехулка – част 1. През същия месец излиза сингълът „Santa Tell Me“ от коледния миниалбум „Christmas Kisses“. Малко след това излиза петият и последен сингъл от „My Everything“ „One Last Time“.
През февруари 2015 г. започва първото световно турне на Гранде „The Honeymoon Tour“. През пролетта певицата подписва ексклузивен договор с Юнивърсъл Мюзик Груп, който ще покрива целия ѝ музикален каталог. От септември до ноември Гранде е в ролята на Соня Херфман в няколко епизода от сериала, комедия на ужасите, „Кралици на ужаса“. Дуетът ѝ с оперния певец Андреа Бочели „E Più Ti Penso“ се появява през октомври 2015 г. като сингъл от албума на Бочели „Cinema“. През декември излиза вторият коледен албум на певицата „Christmas & Chill“.

### „Dangerous Woman“
Първоначалното заглавие на третия студиен албум на Гранде е „Moonlight“, а работата по него започва през 2015 г. През октомври певицата пуска очаквания да бъде пилотен сингъл от албума „Focus“ и той дебютира под номер 7 в Америка. Гранде има камео роля в комедията „Зулендър 2“ с Бен Стилър и Оуен Уилсън. През март 2016 г. излиза пилотният сингъл „Dangerous Woman“. Сингълът дебютира под номер 10 в „Билборд Хот 100“, което превръща Гранде в първия изпълнител, чиито пилотни сингли от първите ѝ три албума попадат в топ 10. Същият месец Гранде гостува и води „На живо в събота вечер“, където изпълнява „Dangerous Woman“ и промоционалния сингъл „Be Alright“. Получава високи оценки за имитацията си на различни изпълнители и печели онлайн гласуване на „Ентъртейнмънт Уийкли“ за най-добър водещ на предаването за годината.
Албумът „Dangerous Woman“ излиза на 20 май 2016 г. и дебютира под номер 2 в Америка. Албумът дебютира под номер 1 и в Австралия, Нидерландия, Италия и Великобритания. Марк Савидж от Би Би Си нарича „Dangerous Woman“ „много зрял албум“. През август Гранде пуска и третия сингъл от албума, Side to Side, в който рапира Ники Минаж. В края на годината „Dangerous Woman“ е номиниран за „Грами“ за най-добър поп албум. Извън музиката Гранде се снима в реклама на Т Мобайл, която е излъчена за първи път през октомври 2016 г. През декември Гранде и Стиви Уондър изпълняват на живо песента „Faith“ от саундтрака на анимационния филм „Ела, изпей!“ в предаването „The Voice“. „Faith“ получава номинация на най-добра оригинална песен на „Златен глобус 2017“. Гранде записва и версия на „Beauty and the Beast“ с Джон Леджънд за игралния римейк на класиката на Дисни. През същия месец певицата започва третото си турне „Dangerous Woman Tour“.
През май 2017 г. по време на концерта на Гранде в Манчестър Арена е извършен терористичен акт, който причинява смъртта на 22 души, а ранени са стотици други. В резултат на това певицата прекратява турнето си и прави благотворително шоу за жертвите от атентата. В концерта участие вземат Роби Уилямс, Кейти Пери, Майли Сайръс и Джъстин Бийбър. В знак на благодарност управата на града прави Гранде почетна гражданка на Манчестър. Турнето ѝ продължава на 7 юни в Париж и приключва през септември. През декември „Билборд“ я обявява за изпълнителка на годината.

### „Sweetener“ и „Thank U, Next“
Гранде започва записи по четвъртия си албум „Sweetener“ съвместо с Фарел Уилямс, но случилото се в Манчестър „оказва негативно влияние върху работния процес“. Пилотният сингъл „No Tears Left to Cry“ е пуснат през април 2018 г. и дебютира под номер 3 в САЩ, като по този начин певицата подобрява собствения си рекорд като първия изпълнител с пилотни сингли от първите четири албума в топ 10. Вторият сингъл, „God Is a Woman“, достига до 8 място в САЩ и се превръща в десетия ѝ топ 10 сингъл. Самият албум „Sweetener“ е издаден през август 2018 г. и дебютира под номер 1 в „Билборд 200“. В същото време цели десет песни от албума попадат в класацията за сингли, което я превръка в четвъртата изпълнителка с подобно постижение. Гранде изнася и четири концерта (Ню Йорк, Чикаго, Ел Ей и Лондон) с цел да промотира „Sweetener“.
През ноември 2018 г. Гранде пуска сингъла „Thank U, Next“ и обявява издаването на едноименния си албум. Песента дебютира под номер 1 в „Билборд Хот 100“, първата ѝ покорила върха в САЩ, и престоява общо 7 седмици начело. Впоследствие сингълът става 5 пъти платинен в Америка. Видеоклипът към песента става най-гледаният клип в „Ютюб“ в първите си 24 часа от публикуването. Песента става най-стриймваната песен в първите си 24 часа от публикуването в „Спотифай“, преди този рекорд да бъде подобрен от „7 Rings“, също нейна песен. В края на годината е обявена за най-стриймваната изпълнителка на годината.
През януари 2019 г. става ясно, че Гранде ще е хедлайнер на фестивала „Коучела“, най-младата изпълнителка в тази роля. Като гост изпълнители са поканени Ен Синк, Пи Диди, Ники Минаж и Джъстин Бийбър, а представянето ѝ е оценено подобаващо.
Вторият сингъл от албума „Thank U, Next“, „7 Rings“, излиза на 18 януари 2019 г., дебютира под номер 1 в Америка и става вторият пореден сингъл на Гранде на върха. Така тя се превръща в третата изпълнителка с повече от един номер 1 дебюта заедно с Марая Кери и Бритни Спиърс. „7 Rings“ счупва различни стрийминг и музикални рекорди. Песента се превръща в най-успешното ѝ парче в класацията, като заема първото място общо 7 седмици. Албумът „Thank U, Next“ се появява на бял свят на 8 февруари и дебютира под номер 1 в „Билборд 200“, като критиката се изказва ласкаво за него. Гранде е първата певица, превзела едновременно и трите първи места в САЩ след излизането на третия сингъл „Break Up with Your Girlfriend, I'm Bored“, който дебютира на 2 място, а „Thank U, Next“ се изкачва отново в топ 3, като за последно това са правили „Бийтълс“ през 1960-те. Във Великобритания става първата с песни, заемащи първо и второ място в Ю Кей Сингълс Чарт и първата изпълнителка, чиито нов сингъл сменя предишния ѝ от върха.
През февруари 2019 година става ясно, че Гранде няма да бъде на наградите „Грами“ след разногласие с продуцентите относно евентуално нейно изпълнение на живо. В крайна сметка тя печели първото си „Грами“ за най-добър поп албум за „Sweetener“. През същия месец тя печели и „Бритс“ за най-добра световна изпълнителка. Гранде открива и третото си самостоятелно турне „Sweetener World Tour“, което стартира на 18 март 2019 година. На Наградите на „Билборд“ 2019 тя е номинирана за 9 награди. Печели две от тях – за постижения в класациите на „Билборд“ и най-добра изпълнителка.
През юни 2019 година Гранде споделя, че е копродуцирала саундтрака към третия филм от поредицата „Ангелите на Чарли“. Пилотният сингъл от него е с участието на Гранде, Майли Сайръс и Лана Дел Рей. Песента е номинирана за най-добра оригинална песен на „Сателит 2019“. През август 2019 година излиза сингълът „Boyfriend“ със „Сошъл Хаус“. Гранде е сред авторите на текста на „Motivation“, дебютният сингъл на Нормани. В края на годината „Ен Ем И“ я включва в класацията си за 10-те изпълнители, белязали 2010-те. Тя е и най-стриймваният изпълнител на десетилетието в „Спотифай“. „Форбс“ пък я класира на 62 място сред най-платените звезди от шоубизнеса.

### „Positions“
През май 2020 години в разгара на коронавирусната пандемия Гранде пуска обща песен с Джъстин Бийбър, „Stuck with U“, приходите от продажбите на която отиват за подпомагане на децата на медиците от първа линия. Сингълът дебютира под номер 1 в „Билборд Хот 100“ и става третата ѝ номер 1 песен в САЩ. Двамата с Бийбър изравняват Марая Кери и Дрейк за най-много дебюти директно под номер 1, като Гранде е първата, която го прави още с първите с три номер 1 сингли. Следва „Rain on Me“ – общата песен на Гранде с Лейди Гага от албума „Chromatica“. Песента също дебютира под номер 1 и става четвъртата номер 1 песен на Гранде, а певицата счупва рекорда за най-много номер 1 дебюти. „Rain on Me“ печели „Грами“ за най-добро изпълнение от поп дует или група. В края на годината Гранде попада под 17-о място в класацията за най-богатите хора на „Форбс“, като е най-високо класираната музикална изпълнителка със 72 млн. долара. На Видео музикалните награди на „Ем Ти Ви“ 2020 певицата е номинирана за общо 9 награди за „Stuck with U“ и „Rain on Me“, като печели четири от тях.
Шестият студиен албум на Гранде, „Positions“, е издаден на 30 октомври 2020 година и дебютира под номер 1 в „Билборд 200“, като става петият ѝ номер едно албум. Едноименният пилотен сингъл излиза на 23 октомври и дебютира под номер 1 в САЩ, ставайки петият ѝ номер 1 сингъл. Гранде отново подобрява собствения си рекорд – за пет номер 1 дебюти в „Билборд Хот 100“ и за първи пет номер 1 сингъла директно на върха. И тъй като „Positions“ e третата ѝ номер 1 песен за календарната година, Гранде става първата изпълнителка с подобно постижение след Дрейк и първата певица, постигнала това, след Риана и Кейти Пери през 2010 година. Песента „34+35“ е избрана за втори сингъл от албума. Тя дебютира под номер 8, превръщайки се в 18-ия топ 10 сингъл на Гранде.
На 15 януари 2021 година излиза ремикс на „34+35“, в който се включват рапърките Дожа Кет и Мегън Дъ Сталиън. Този ремикс изкачва сингъла до номер 2, най-високо класираната песен с участието на поне 3 изпълнителки от „Lady Marmalade“ на Кристина Агилера, Мая, Пинк и Лил Ким насам.
През декември 2021 г. излиза филмът „Не поглеждай нагоре“ в платформата „Нетфликс“. В него Гранде прави компания на Леонардо ди Каприо, Дженифър Лорънс и Мерил Стрийп и е в ролята на певицата Райли Бина. Целият актьорски състав получава номинация на наградите на Гилдията на киноактьорите. Сингълът „Just Look Up“, в който се включва Кид Къди, излиза с цел да промотира филма.
Гранде и Дженифър Хъдсън участват в ремикс на коледната песен на Марая Кери „Oh Santa!“. Сингълът излиза на 4 декември 2020 година като част от коледния специален филм на Кери. През май 2021 г. става ментор в 21-вия сезон на музикалния формат „Гласът“ за сумата от 25 млн. долара на сезон. През април Гранде се включва в сингъла на Деми Ловато „Met Him Last Night“. и в ремикса на песента на Уикенд „Save Your Tears“. Ремиксът покорява върху в Америка и става шестия номер 1 сингъл и на двамата изпълнители. През юни Гранде участва в песента на Дожа Кет „I Don't Do Drugs“ от албума „Planet Her“. Съавторството ѝ на по няколко песни ѝ донася номинация за албум на годината на Грами 2022.

### Бъдещи роли
През ноември 2021 г. става ясно, че Гранде ще изиграе Глинда в екранизацията на мюзикъла „Wicked“, а нейна екранна партньорка ще е Синтия Ериво.

## Благотворителни акции
Едва 10-годишна Гранде съосновава певческата формация „Kids Who Care“, която пее на благотворителни събития и само през 2007 г. успява да набере над 500 000 долара. През лятото на 2009 г., като член на благотворителната организация „Бродуей“ заедно с брат си Франки преподава музика и танци на деца в Южна Африка.
Заедно с Бриджит Мендлър и Кет Греъм участва в кампанията на списание „Севънтийн“ „Изтрий дигиталната драма“, целяща да сложи край на онлайн тормоза. След като гледа документалния филм „Blackfish“, тя призовава почитателите на „Сийуърлд“ да спрат да го посещават. През септември 2014 г. Гранде участва в благотворителната телевизионно предаване „Stand Up to Cancer“ и изпълнява песента „My Everything“ в памет на дядо ѝ, починал от рак същия юли. През годините певицата осиновява няколко кучета и насърчава осиновяването на домашни любимци на свои концерти.

### ЛГБТправа
Гранде често се застъпва за ЛГБТ общността. През май 2015 г. заедно с Майли Сайръс прави кавър на „Don't Dream It's Over“, за да подкрепят усилията на хипи организация да помогне на бездомни хора и ЛГБТ младежи. През същата година тя е хедлайнер на „Да танцуваме на кея“, част от ежегодния ЛГБТ прайд в Ню Йорк.

## Личен живот
От 12-годишна Гранде се интересува от кабала заедно с брат си Франки. Тя обяснява вярата си по следния начин: „ако си добър към другите, задължително ще те сполетят хубави неща“.
Ариана е във връзка с актьора Греъм Филипс от 2008 до 2011 г. След това излиза с певеца Нейтън Сайкс и рапъра Биг Шон.
Певицата започва да се вижда с брокера на недвижими имоти Далтън Гомес през януари 2020 г. Връзката им става публична чрез клипа към песента „Stuck With U“. Гранде оповестява годежа им на 20 декември 2020 г. На 15 май 2021 г. двамата се венчават на частна церемония в Монтесито.

## Дискография

### Студийни албуми
- Yours Truly (2013)
- My Everything (2014)
- Dangerous Woman (2016)
- Sweetener (2018)
- Thank U, Next (2019)
- Positions (2020)
- Eternal Sunshine (2024)

### EP албуми
- Christmas Kisses (2014)
- Christmas & Chill (2015)

### Турнета
- The Listening Sessions (2013)
- The Honeymoon Tour (2015)
- Dangerous Woman Tour (2017)
- Sweetener World Tour (2019)